# Bartholomea werneri
Bartholomea werneri is een zeeanemonensoort uit de familie Aiptasiidae.
Bartholomea werneri is voor het eerst wetenschappelijk beschreven door Watzl in 1922.